# Aeropuerto de Cayo Coco
Cayo Coco (OACI: MUOC) fue un aeropuerto en Cayo Coco, Cuba, que servía como aeropuerto principal de la isla hasta que fue reemplazado por el Aeropuerto Internacional de Jardines del Rey, abierto en 2002.[cita requerida]
- Esta obra contiene una traducción  derivada de «Cayo Coco Airport» de Wikipedia en inglés, concretamente de esta versión, publicada por sus editores bajo la Licencia de documentación libre de GNU y la Licencia Creative Commons Atribución-CompartirIgual 4.0 Internacional.

- Datos: Q1431065
- Multimedia: Cayo Coco Airport / Q1431065